# 朱程 (1961年)
朱程（1961年4月20日—），江苏南通人，汉族，中国共产党党员。中华人民共和国政治人物、第十三届全国人民代表大会解放军和武警部队代表，曾任空军装备部部长。

## 生平
2018年，朱程被选为解放军和武警部队出席第十三届全国人民代表大会代表。